# سونيك سولوشنز

سونيك سولوشنز كانت شركة برامج كمبيوتر أمريكية تقع في نوفاتو ، كاليفورنيا . مع وجود عدة مكاتب للشركة في الولايات المتحدة، احتفظت الشركة أيضًا بمكاتب في أوروبا وآسيا. تم الاستحواذ على شركة سونيك سولوشنز من قبل شركة Rovi Corporation في عام 2010.

## تاريخ
تم إنشاء شركة سونيك سولوشنز من قبل موظفين سابقين لشركة لوكاس فيلم ، قامو بتطوير نظام تحرير الصوت SoundDroid كجزء من مشروع Droidworks. (من النتائج البارزة الأخرى للمشروع هي شركة Pixar . )
قامت الشركة بتطوير وتسويق نظام Sonic ، وهو عبارة عن محطة عمل صوتية رقمية احترافية غير خطية، تهدف إلى تحرير الموسيقى وترميمها وإعداد الأقراص المضغوطة.
حصلت شركة سونيك على جائزة إيمي للإنجاز الفني في عام 1996،  في العام ذاته، عملت الشركة مع عدة استوديوهات تابعة لهوليوود، كما تعاونت مع مصنعي الأجهزة الإلكترونية الإستهلاكية، لتقديم أول نظام تجاري لإنتاج أقراص DVD. قامت الشركة بتوسيع نشاطاتها لتشمل مجالات برامج المؤسسات من خلال أنظمة تأليف DVD الخاصة بها لأجل الاستخدام الإحترافي (Sonic Scenarist و Sonic DVD Producer) بالإضافة إلى تطبيقات برامج DVD لأجهزة الكمبيوتر الشخصية وأجهزة الكمبيوتر OEM للإستخدام المنزلي(DVDit و MyDVD و RecordNow).
في عام 2002 ، انفصلت شركة سونيك عن قسم الصوت بالكامل باسم Sonic Studio ، LLC ، للتركيز على سوق DVD ، وبرامج المؤسسة وترخيص IP وكود المصدر فقط . من العملاء البارزين للشركة : Microsoft و Apple و Google و Adobe و Avid.
تضمنت برمجيات الشركة الوسيطة وشرائحها المدمجة صفقات مع Texas Instruments و Broadcom و Scientific Atlanta / Cisco و Marvell و Intel.
توسعت شركة سونيك لتشمل أعمال البرمجيات الإستهلاكية (تحرير الصور والصوت والفيديو) في عام 2000 ، وشحن ما يقرب من 50 مليون نسخة سنويًا عن طريق مبيعات الويب المباشرة وأكثر من 15000 واجهة لمتاجر البيع بالتجزئة، بما في ذلك Apple Store و Walmart و Costco و Best Buy و Target و Dixon's و Media Mart .
واصلت الشركة نموها لتستحوذ على حصة سوقية تبلغ 64٪ من فئتها .
منذ الاكتتاب العام، حققت الشركة إيرادات تزيد عن 1.5 مليار دولار في فئة الوسائط الرقمية، كما تم تصنيفها كواحدة من أسرع شركات Forbes و Fortune و BusinessWeek في عدة مناسبات .
في عام 2005 ، نقلت الشركة أعمالها في مجال البرمجيات الاستهلاكية إلى نموذج SAAS.
بحلول عام 2010 ، أصبحت شركة سونيك واحدة من أكبر مزودي الأفلام المتميزة عبر أجهزة الويب و CE ، بالشراكة مع استوديوهات الأفلام الكبرى.
احتفظت الشركة بحقوق الأفلام، كما قدمت خدمة التوصيل عبر السحاب كمزود للبطاقة البيضاء .

## عمليات الاستحواذ
تتضمن عمليات استحواذ شركة سونيك الاساسية، قسم سطح المكتب والجوال (DMD)الخاص بشركة VERITAS Software Corporation وذلك في عام 2002 .
استحوذت شركة سونيك على شركة Roixo في عام 2003 (تطبيقات المستهلك لنظامي التشغيل Windows و Mac OS ) ،  كما استحوذت الشركة على شركة Simple Star (إنشاء عرض شرائح عبر الإنترنت)،  بالإضافة إلى شركة CinemaNow في عام 2008 (تسليم فيلم رقمي).
في أكتوبر 2010 ، استحوذت الشركة على شركة DivX Inc. بصفقة نقدية بلغت قيمتها 326 مليون دولار أمريكي، إذ يتحرك مزود الوسائط الرقمية لتحسين عروض الفيديو عبر الإنترنت.

## بيع
في 23 ديسمبر 2010 ، أعلنت شركة Rovi عن نيتها الاستحواذ على شركة سونيك سولوشنز . كانت الصفقة عبارة عن أسهم نقدية بأقل من مليار دولار.
وفقًا لمقال نُشر في فبراير 2011 في صحيفة Business Insider ، حققت شركة سونيك أعلى عائد لأي شركة يتم تداولها علنًا في أسواق NYSE أو NASDAQ.
ارتفع كلا السهمين عند الإعلان عن الصفقة، كما ادى ذلك ذلك إلى علاوة بنسبة 66 ٪ على السوق. تمت عملية الاستحواذ في وقت مبكر من العام الموالي . في يناير 2012 ، أعلنت شركة Rovi أنها ستبيع قسم Roxio وخط الإنتاج لشركة Corel .

## منتجات

### مستهلك
- CinemaNow
- CinePlayer
- Creator (تم إصداره في الأصل باسم Easy Media Creator ، وأعيد تسميته لاحقًا باسم Roxio Creator)
- DivX
- من السهل VHS إلى DVD
- MyDVD
- فوتو شو
- خبز محمص

### احترافي
- BD PowerStation [12]
- CineVision [13]
- مرجع MainConcept [14]
- سيناريست [15]